# Xylographus globipennis
Xylographus globipennis is een keversoort uit de familie houtzwamkevers (Ciidae). De wetenschappelijke naam van de soort werd in 1911 gepubliceerd door Edmund Reitter.